# L'Amour essayant une de ses flèches
L'Amour essayant une de ses flèches ou Amour de Saly est une œuvre du sculpteur Jacques Saly (1717-1773) commandée par la marquise de Pompadour.

## Description
La sculpture représente le dieu de l’amour enfant qui essaye une de ses flèches : il tient deux flèches dans sa main gauche et pose l'index de sa main droite sur la pointe d'une flèche.  
Les deux flèches sont nouées avec un ruban sur lequel on lit : Duo tela, unus amor (Deux traits, un amour). C'est une citation extraite des Métamorphoses d’Ovide : le poète Ovide montre Cupidon tirant de son carquois plein de flèches, deux traits aux effets opposés : l'un pour faire naître l'amour avec une pointe acérée ; l'autre pour chasser l’amour avec une pointe émoussée.  
Le dieu presque nu fait un joli sourire. Un bandeau entoure son front. Ses deux petites ailes sont déployées. Il s'appuie sur un buisson de roses auquel est accroché son carquois. 
La sculpture repose sur un piédestal élégant qui a été conservé depuis l’origine. Il a été réalisé par le sculpteur ornemaniste Jacques Verberckt (1704-1771), auteur de somptueuses boiseries aux châteaux de Versailles et de Fontainebleau, et par ailleurs ami de Saly.

## Histoire
En 1752, la marquise de Pompadour, favorite du roi Louis XV commande une sculpture sur le thème de l'enfance à Jacques Saly, un des sculpteurs attitrés du roi.
L'œuvre est présentée au roi en personne le 11 août 1753. Puis elle est installée au Salon de l’Académie du Louvre pour être exposée au public pendant un mois. Ensuite, elle se trouve dans les propriétés successives de la marquise : le château de Crécy-Couvé, le château de Bellevue à Meudon, l'hôtel d'Évreux (maintenant palais de l'Élysée). À la mort de madame de Pompadour,  la sculpture entre dans les collections d'Augustin Blondel de Gagny ; lors de la vente aux enchères de ce dernier en 1776, elle est rachetée par son fils Barthélémy-Augustin Blondel d'Azincourt  ; sous le Directoire elle se trouve dans la collection du négociant en grains Ignace-Joseph Vanlerberghe (1758-1819) .
L’œuvre est révélée au public en 2002 lors de l’exposition Madame de Pompadour et les arts au château de Versailles. Elle est déclarée par l’État Trésor national en 2006.
En 2015-2016, le musée du Louvre a fait l'acquisition de la sculpture pour 600 000 euros par une campagne de souscription auprès du public .

## Galerie

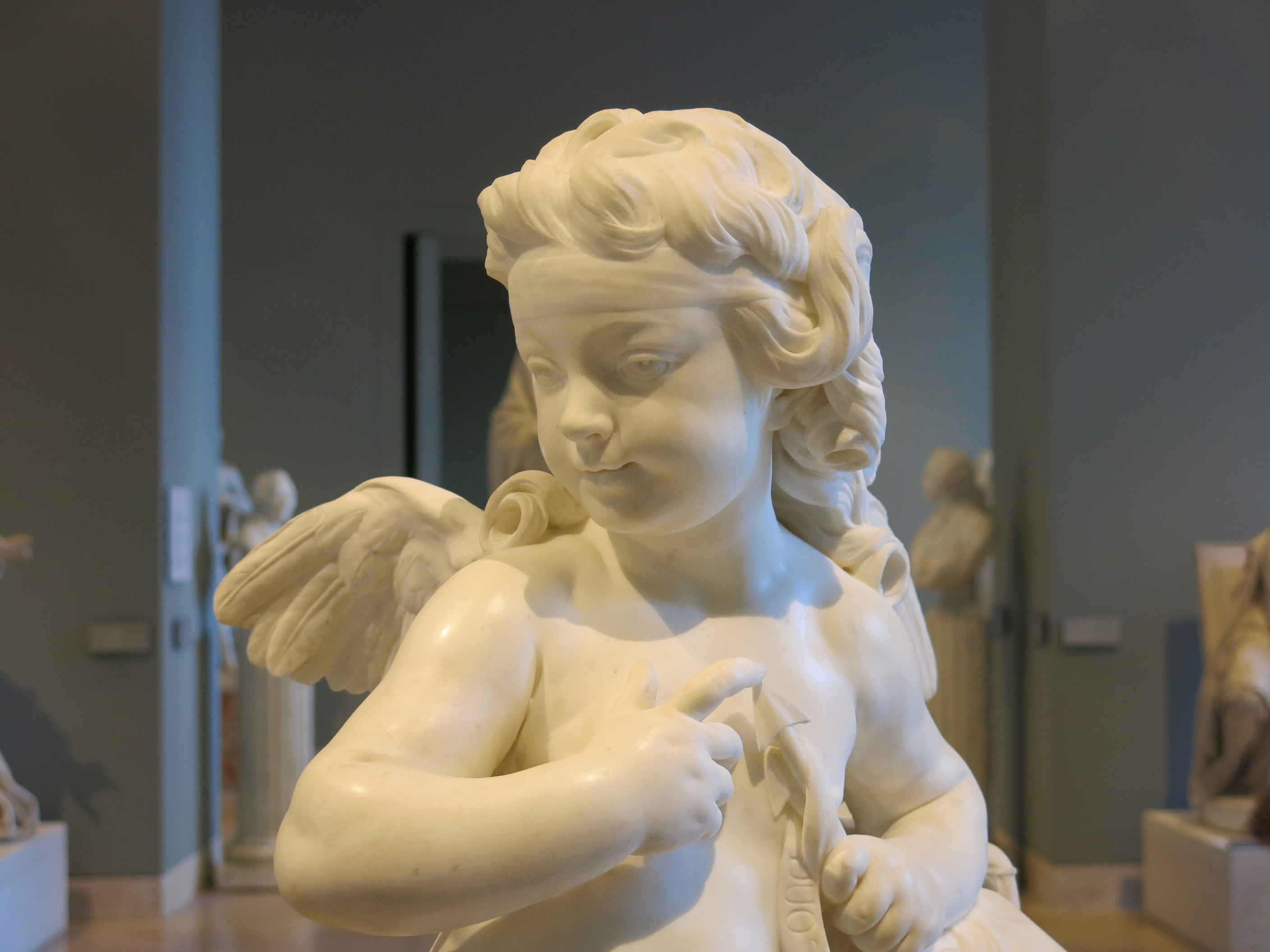
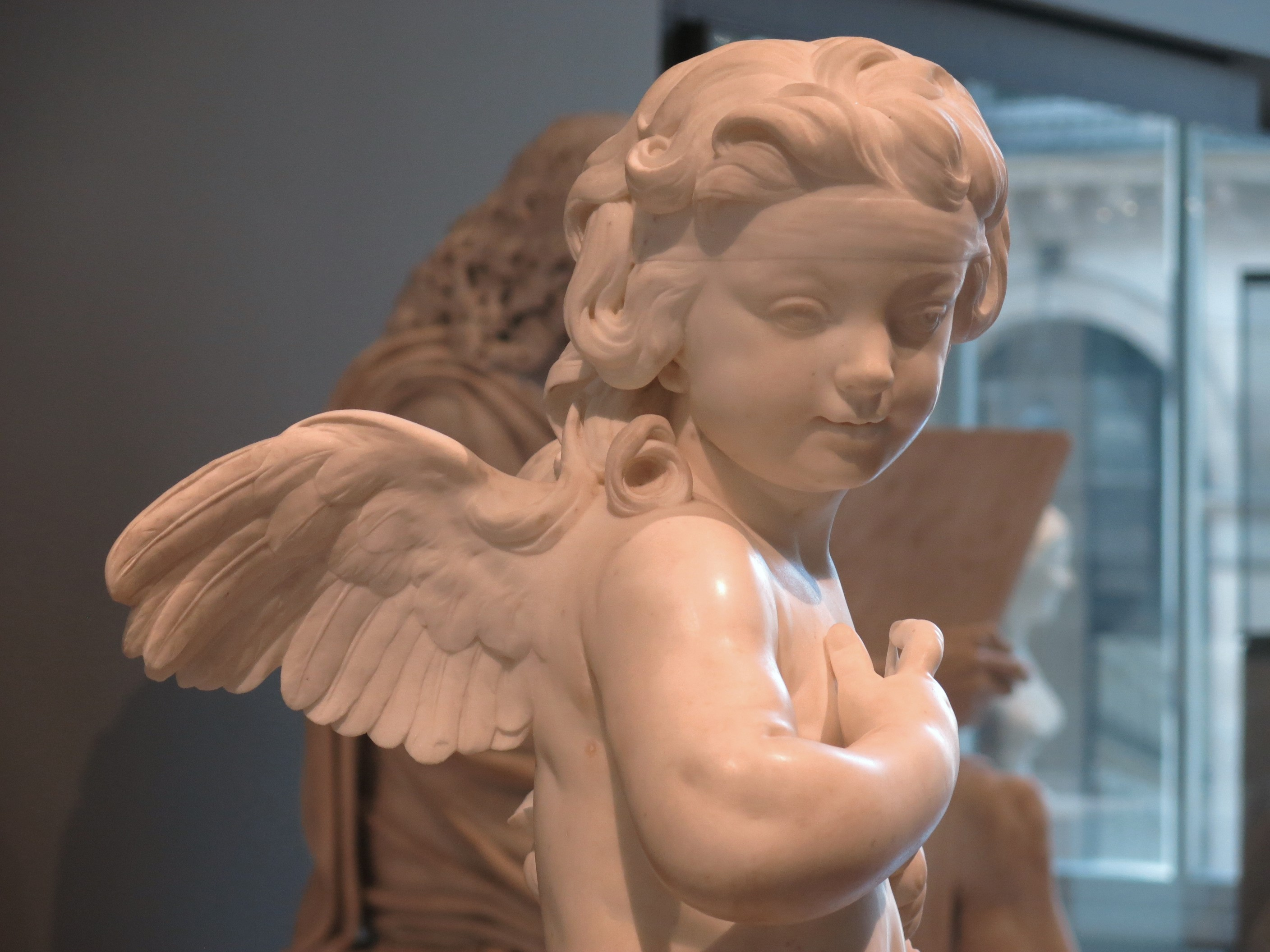
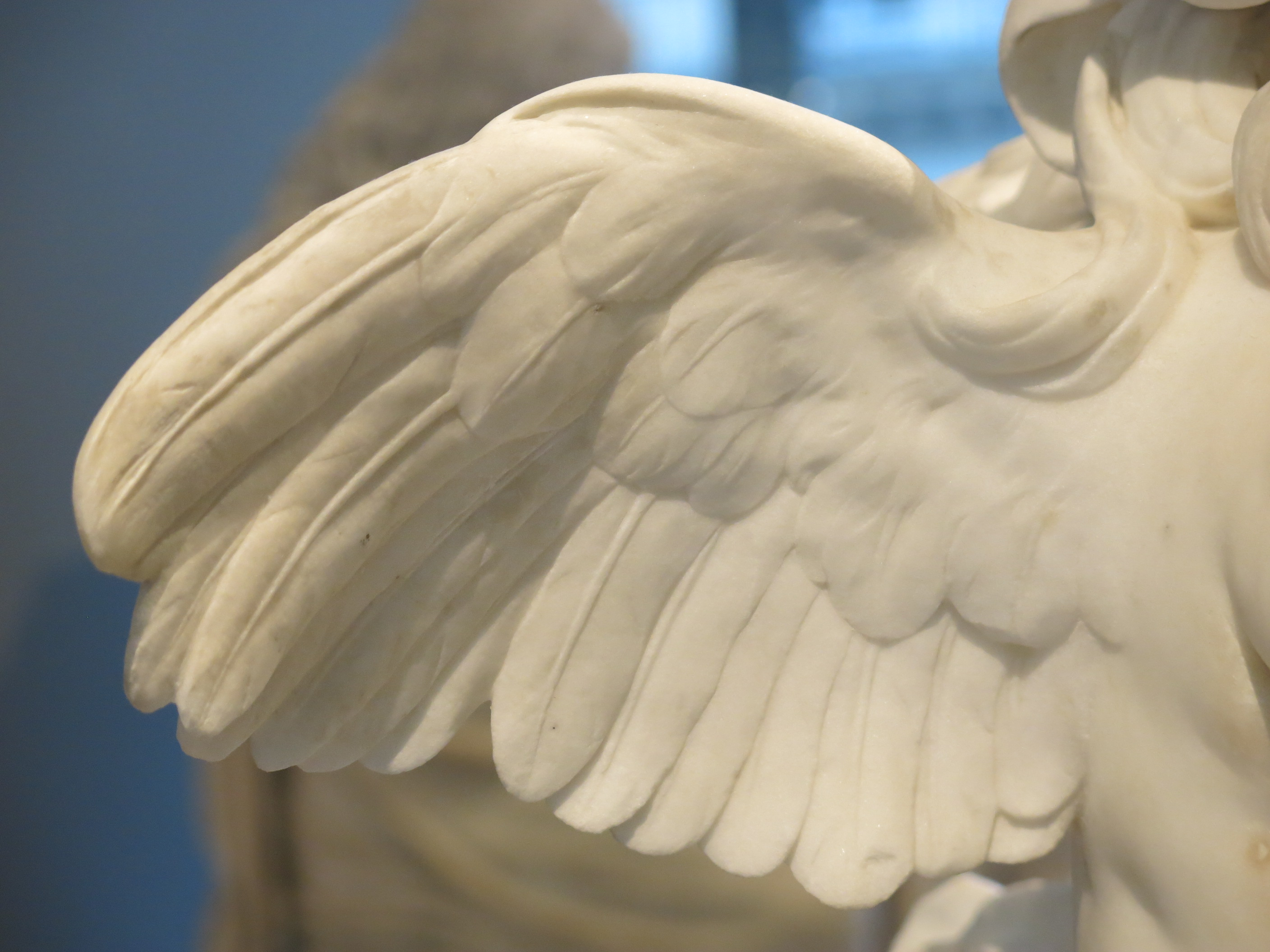